# エドガルド・エンリケス
エドガルド・ルイス・エンリケス（Edgardo Luis Henriquez, 2002年6月24日 - ）は、ベネズエラのスクレ州クマナ出身のプロ野球選手（投手）。右投右打。MLBのロサンゼルス・ドジャース所属。

## 経歴

### プロ入りとドジャース時代
2018年にインターナショナル・フリーエージェントでロサンゼルス・ドジャースと契約してプロ入り。
2019年に傘下のルーキー級ドミニカン・サマーリーグ・ドジャースでプロデビューした。
2023年に右肘のトミー・ジョン手術を受け、シーズンを全休した。
2024年にA級ランチョクカモンガ・クエークスで実戦復帰。その後A＋級グレートレイクス・ルーンズ、AA級タルサ・ドリラーズ、AAA級オクラホマシティ・ベースボールクラブへ昇格した。9月24日に初めてメジャーへ昇格し、同日のサンディエゴ・パドレス戦に救援登板してメジャーデビューを果たした。ポストシーズンではディビジョンシリーズで1試合、リーグチャンピオンシップシリーズで2試合に救援登板した。ワールドシリーズではロースターから外れた。
2025年は7月にメジャー昇格。初登板となった22日のミネソタ・ツインズ戦は、5-6で迎えた7回表にウィル・クラインが三者連続四球を与え、大ピンチとなった場面で登板。しかし、一死満塁からロイス・ルイスを投ゴロに打ち取るも、ゴロ処理に手こずる間に三塁走者の生還を許し、更に一塁に送球するも、一塁手のフレディ・フリーマン、バックアップに入った二塁手の金慧成、更には右翼手のアンディ・パヘスまでもが捕球出来ない大暴投となってしまい、走者一掃の適時エラーで5-9の大量リードを献上してしまった。

## 詳細情報

### 年度別投手成績
| 年 度    | 球 団    | 登 板 | 先 発 | 完 投 | 完 封 | 無 四 球 | 勝 利 | 敗 戦 | セ 丨 ブ | ホ 丨 ル ド | 勝 率 | 打 者 | 投 球 回 | 被 安 打 | 被 本 塁 打 | 与 四 球 | 敬 遠 | 与 死 球 | 奪 三 振 | 暴 投 | ボ 丨 ク | 失 点 | 自 責 点 | 防 御 率 | W H I P |
| -------- | -------- | ----- | ----- | ----- | ----- | -------- | ----- | ----- | -------- | ----------- | ----- | ----- | -------- | -------- | ----------- | -------- | ----- | -------- | -------- | ----- | -------- | ----- | -------- | -------- | ------- |
| 2024     | LAD      | 3     | 0     | 0     | 0     | 0        | 0     | 0     | 1        | 0           | ----  | 14    | 3.1      | 2        | 0           | 2        | 0     | 0        | 5        | 1     | 0        | 1     | 1        | 2.70     | 1.20    |
| MLB：1年 | MLB：1年 | 3     | 0     | 0     | 0     | 0        | 0     | 0     | 1        | 0           | ----  | 14    | 3.1      | 2        | 0           | 2        | 0     | 0        | 5        | 1     | 0        | 1     | 1        | 2.70     | 1.20    |

- 2024年度シーズン終了時

### 年度別守備成績
| 年 度 | 球 団 | 投手（P） | 投手（P） | 投手（P） | 投手（P） | 投手（P） | 投手（P） |
| 年 度 | 球 団 | 試 合     | 刺 殺     | 補 殺     | 失 策     | 併 殺     | 守 備 率  |
| ----- | ----- | --------- | --------- | --------- | --------- | --------- | --------- |
| 2024  | LAD   | 3         | 1         | 0         | 0         | 0         | 1.000     |
| MLB   | MLB   | 3         | 1         | 0         | 0         | 0         | 1.000     |

- 2024年度シーズン終了時

### 背番号
- 60（2024年 - ）